# بولدر هیل (ایلینوی)
بولدر هیل (به انگلیسی: Boulder Hill) یک منطقهٔ مسکونی در ایالات متحده آمریکا است که در ایلینوی واقع شده‌است. بولدر هیل ۸٬۱۰۸ نفر جمعیت دارد.